# María Isabel Castillo Báez
María Isabel Castillo Báez (Santo Domingo, Distrito Nacional; 9 de abril de 1973) es una abogada y diplomática dominicana. Desde abril del 2025 se desempeña embajadora extraordinaria y plenipotenciaria de la República Dominicana en los Estados Unidos.

## Biografía
Nació en 1973 en Santo Domingo, República Dominicana. Se graduó como Doctora en Derecho por la Universidad Iberoamericana de Santo Domingo en 1995. Posteriormente, ingresó a la Universidad de Columbia para cursar su Maestría en Derecho la cual fue concluida en 1998. Donde obtuvo dos maestrías: una en Derecho Internacional y Derecho de Propiedad Intelectual y otra en Asuntos Internacionales Latinoamericanos y Desarrollo Económico.
Obtuvo el certificado de civilización francesa en La Sorbonne y cursó estudios de negocios e intercambios comerciales internacionales en la Universidad de Harvard.

### Carrera diplomática
Se desempeñó como abogada en Castillo y Castillo en la República Dominicana, posteriormente en Ladas & Parry de la Ciudad de Nueva York y finalmente, en González Calvillo S.C. de la Ciudad de México.
Ingresó al Servicio Exterior de la República Dominicana en el año 2002 como consejera de la Embajada de la República Dominicana en los Estados Unidos Mexicanos. Su liderazgo resultó en la conformación de la Cámara Binacional de Negocios y Servicios México-República Dominicana, A.C. (CABIMEX-RD).
En el 2020 fue designada por el presidente Luis Abinader como Embajadora Extraordinaria y Plenipotenciaria de la República Dominicana en los Estados Unidos Mexicanos, cargo que desempeñó, actualmente esta designada como Embajadora Extraordinaria y Plenipotenciaria de la República Dominicana en los Estados Unidos de America, siendo así la primera mujer que desempeña este cargo en México.